# Jacob Pullen
Jacob Pullen (nascut a Maywood, Illinois, Estats Units d'Amèrica) és un jugador de bàsquet professional estatunidenc que té passaport de Geòrgia. Juga en la posició de base.

## Carrera esportiva
Ha jugat a la Universitat de Kansas State, al Pallacanestro Biella, a l'Hapoel de Jerusalem i a la Virtus de Bolonya. L'agost de 2013 va fitxar pel FC Barcelona bàsquet per a la temporada 2013-14.
El març de 2014 va trencar el rècord de triples de l'ACB, anotant-ne 12 (de 15 intents), un més dels que va anotar Oscar Schmidt (llavors a les files del Valladolid) el 19 de març del 1994.
El juliol de 2014 el FC Barcelona va anunciar que no li renovaria el contracte.

## Palmarès

### FC Barcelona
- 2013-2014 Lliga ACB[4]